# Micronesië (land)
Micronesië (Engels: Micronesia), officieel de Federale Staten van Micronesië (Engels: Federated States of Micronesia), is een land in het werelddeel Oceanië, dat geassocieerd is met de Verenigde Staten. Het land ligt in de Grote Oceaan en is een onderdeel van de regio Micronesië. Micronesië beslaat het centrale en oostelijke deel van de eilandengroep de Carolinen, in het westelijk deel van deze groep ligt het land Palau.
Ten noorden van Micronesië liggen Guam en de Noordelijke Marianen, ten noordoosten de Marshalleilanden, ten zuidoosten Kiribati en Nauru, ten zuiden Papoea-Nieuw-Guinea, ten zuidwesten Indonesië en ten westen ligt Palau.

## Geschiedenis
De voorouders van de Micronesiërs vestigden zich in Micronesië rond 2000 v.Chr. Een gedecentraliseerd systeem met opperhoofden ontwikkelde zich langzamerhand tot het meer gecentraliseerde economische en religieuze Micronesische Rijk, dat zijn centrum had op Yap. Op Pohnpei ontstond rond 450 onder leiding van de Saudeleur de stad Nan Madol, die bestond uit een aantal kleine kunstmatige eilanden die met elkaar verbonden waren door een netwerk van kanalen en om die reden ook wel het 'Venetië van het Pacifisch gebied' werden genoemd. Vanuit Nan Madol oefende de Saudeleur-dynastie meer dan 1000 jaar haar gezag uit over de ongeveer 25.000 inwoners van dit eiland, totdat het rijk rond 1500 instortte.
De eerste Europeanen die het eilandgebied in de 16e eeuw aandeden waren de Portugezen, tijdens hun zoektocht naar de 'Kruideneilanden' (Indonesië), gevolgd door de Spanjaarden, die de soevereiniteit claimden over de Carolinen. In 1899 verkocht Spanje het aan Duitsland en werd het een onderdeel van Duits-Nieuw-Guinea. Duitsland raakte het gebied echter als gevolg van haar deelname aan de Eerste Wereldoorlog in 1914 kwijt aan Japan, dat het vanaf 1920 onder mandaat van de Volkenbond bestuurde als onderdeel van het Zuid-Pacifisch Mandaatgebied. Onder Japans bestuur vond een grote immigratiegolf van Japanners plaats; naar schatting 100.000 Japanners vestigden zich op de eilandgroepen, daarmee het inheemse aantal van 40.000 mensen ruim overvleugelend. Er werd een economie op poten gezet die zich richtte op het verbouwen van suikerriet, mijnbouw, visserij en tropische landbouw. Met de Japanse agressie die de basis vormde voor de Tweede Wereldoorlog in Azië kwam een abrupt einde aan de economische voorspoed. Tijdens de oorlog bevond zich in februari 1944 een belangrijk deel van de Japanse vloot in de Truklagune (onderdeel van de eilandengroep Chuuk), waarvan een groot aantal ondersteuningsvaartuigen en vliegtuigen werden vernietigd door Amerikaanse troepen tijdens Operation Hailstone die maand. De eilanden werden daarop bezet door de Amerikanen, die het vervolgens vanaf 1947 bestuurden onder auspiciën van de Verenigde Naties als onderdeel van het Trustschap van de Pacifische Eilanden.
Op 10 mei 1979 ondertekenden vier van de trustdistricten een nieuwe grondwet, waarin ze zich verenigden tot de Federatieve Staten van Micronesië (FSM). Palau, de Marshalleilanden en de Noordelijke Marianen besloten hier niet aan mee te doen. De FSM ondertekende vervolgens net als Palau en Marshalleilanden de Compact of Free Association met de Verenigde Staten, waardoor het trustschap per 3 november 1986 onafhankelijkheid verkreeg als associatieve staat van de Verenigde Staten. Het Compact werd in 2004 vernieuwd.

## Klimaat
Het klimaat is tropisch met warme, redelijk stabiele temperaturen (25 tot 30°) het jaar rond. 's Zomers regent het meer dan in de andere seizoenen, maar dit varieert naargelang de plaats. Pohnpei is een van de natste plaatsen ter wereld; er kan tot 8400 millimeter regen per jaar vallen. Passaatwinden waaien van december tot maart-juni en komen meestal uit noordoostelijke richting.

## Flora en fauna
Op de eilanden zijn diverse ecosystemen ontstaan met specifieke fauna en flora. Vooral het aantal vogelsoorten ligt relatief hoog; sommige werden echter ingevoerd. De lagunes trekken allerhande tropische vissen, zeeschildpadden en roggen aan. Grotere soorten zoals zwaardvissen, tonijnen, barracuda's en zeilvissen leven dan in de oceaan om de eilanden. Het aantal soorten planten en bomen bedraagt meer dan 600.

## Bestuurlijke indeling
Het land is ingedeeld in vier deelstaten: Yap, Chuuk, Pohnpei en Kosrae. Deze zijn op hun beurt ingedeeld in gemeenten.

## Talen
Op de eilanden worden vele talen gesproken, het Engels is de officiële taal. Andere talen zijn: Chuukees, Kapingamarangi, Kosraeaans, Mokilees, Mortlockees, Namonuito, Ngatik Men's Creools, Nukuoro, Pááfang, Pingelapees, Pohnpeiaans, Puluwatees, Satawalees, Ulithiaans, Woleaiaans en Yapees.

## Staatsinrichting
De Federale Staten van Micronesië worden geregeerd aan de hand van een in 1979 aangenomen grondwet. Deze grondwet garandeert gelijke rechten voor iedereen en ziet toe op de naleving van de mensenrechten. Voorts voorziet de grondwet in de scheiding der machten. Er is een veertien leden (senatoren) tellend eenkamerparlement (Congress) dat met algemeen kiesrecht wordt gekozen. Kosrae en Yap leveren twee senatoren, Pohnpei vier en Chuuk zes. Uit elke deelstaat komt één senator die voor vier jaar wordt gekozen; de andere leden worden voor twee jaar gekozen.
Het uitvoerend bewind wordt gevormd door vier senatoren die voor een periode van vier jaar worden gekozen uit het midden van de parlementariërs. Hoofd van de republiek is de president, die weer door het parlement uit het midden van de vier senatoren wordt gekozen. Ook de vicepresident wordt op deze wijze gekozen. De ambtstermijn van de president bedraagt vier jaren.
De Federale Staten van Micronesië kennen geen politieke partijen, ofschoon die niet verboden zijn. Een belangrijke rol spelen de diverse families op de eilanden, waarvan de vertegenwoordigers in het parlement worden gekozen.

## Godsdienst
De overgrote meerderheid van de Micronesiërs is christen:
- Rooms-Katholieke Kerk: 52,7%
- Congregationalistische Kerk: 40,1%
- Mormonen: 1%

De overige 6,2% hangt een andere, dan wel geen godsdienst aan.

## Economie
Het topleveldomein van Micronesië, .fm, geniet populariteit voor het gebruik voor homepages van met name radiostations, vanwege de ogenschijnlijke verwijzing naar de veelgebruikte FM-band.
Vanwege de afgelegen ligging is er absoluut gezien niet veel toerisme op de eilanden. Het land werd in 2019 door 18.000 toeristen bezocht. Toerisme vormt zo'n 8% van het bruto nationaal inkomen. Het land heeft een zeer soepel visumbeleid.

## Vervoer
Micronesië telt zes luchthavens, waarvan er vier door lijnvluchten worden aangedaan, alle vier deze luchthavens zijn ook internationaal. De betreffende luchthavens bedienen elk een staat (Chuuk, Kosrae, Pohnpei en Yap). Chuuk, Kosrae en Pohnpei zijn elk internationaal verbonden met Guam, de Verenigde Staten en de Marshalleilanden, Yap is uitsluitend verbonden met Guam en Palau. Al deze vluchten worden uitgevoerd door de Guamese maatschappij Continental Micronesia, een dochter van het Amerikaanse Continental Airlines.